# Cruzeiro de Roge
O Cruzeiro de Roge localiza-se no adro em frente à Igreja Matriz, na freguesia de Roge, no município de Vale de Cambra, distrito de Aveiro, em Portugal.

## História
Foi erguido em 1762, conforme data nele inscrita, datando da mesma época da frontaria da igreja e com igual preocupação de riqueza.
Derrubado pelo temporal de 13 de dezembro de 1945, permaneceu largo tempo esquecido, até que, devido aos esforços do vereador Joaquim de Oliveira Maurício e da Junta de Freguesia, o pedido de reconstrução do cruzeiro chegou ao então Presidente do Conselho de Ministros, Oliveira Salazar, que prontamente deu seguimento ao mesmo.
Deste modo, através do despacho 37.366 de 15 de Abril de 1949, o pedido foi enviado ao Ministério das Obras Públicas, que de pronto o deferiu para a Direcção Geral dos Edifícios e Monumentos Nacionais, ficando as obras de restauro entregues ao arquitecto Baltazar Castro. Contudo, o cruzeiro havia ficado muito danificado, tendo-se a coluna central partido por completo, sendo quase impossível recuperar os bocados que dela restavam, pelo que o arquitecto entendeu ser muito difícil a recuperação do monumento. Contudo, um mestre canteiro da localidade, Aníbal Brandão, juntamente com seu pai, Manuel Brandão, propuseram-se reproduzir fielmente as partes destruídas e, apesar de uma certa incredulidade do arquitecto, realizaram o trabalho, reproduzindo directa e fielmente o lavrado do cruzeiro permitindo assim o seu restauro.

## Características
Trata-se de exemplar de arquitetura religiosa do barroco, em estilo joanino.
Mede cerca de 14 metros de altura, assente sobre plataforma de quatro degraus oitavados. O pedestal, formado por soco, dado e cornija, recebe a coluna, com fuste cilíndrico, encimada por um capitel de feição coríntia. Em cima deste, um soco de faces curvas, com uma esfera sobre a qual surge a cruz, de braços quadrangulares e terminações florais.
O pedestal, que quatro atlantes sustêm, apresenta em cada uma das faces, um busto infantil entre dois ramos curvos. Por sua vez, as crianças-atlantes do soco, desnudas e só com um laço ondulante, curvam-se a simular esforço. A coluna, apresenta divisão do terço inferior decorado com motivos florais, que se repetem por quatro vezes e é feita dum pequeno rótulo, do qual partem hastes que se cruzam e fazem a ligação mútua, ficando-lhes medialmente, entre os rótulos, crianças desnudas e, sobre o cruzamento dos ramos, aves. A parte superior do fuste, está tratada em fortes losangos, estudados em rede geométrica de quatro linhas helicoidais cruzadas, dando só uma revolução cada uma delas, sendo cada losango decorado com um botão floral.

## Classificação
Encontra-se classificado como Imóvel de Interesse Público pelo Decreto n.º 37366 de 5 de abril de 1949.